# Dennis Pitta
(en) Statistiques sur pro-football-reference
Dennis Pitta (né le 29 juin 1985 à Fresno) est un joueur américain de football américain. Il joue actuellement avec les Ravens de Baltimore.

## Enfance
Dennis va à la Moorpark High School et joue comme wide receiver et cornerback. En 2002, il reçoit soixante-quatre ballons pour 150 yards et treize touchdowns. Il est nommé dans l'équipe de la saison du pays, de la ligue.

## Carrière

### Université
Il entre à l'université Brigham Young en 2003 et commence à jouer en 2004 après la blessure de Daniel Coats. Il reçoit dix-sept passes pour 176 yards et deux touchdowns et bloque même un punt contre l'université de la Marine. Il est membre de l'église de Jésus-Christ des Saints des derniers jours et participe pendant deux ans à une mission en République dominicaine. Il revient à l'université en 2007, et fait cinquante-neuf réceptions pour 813 yards et cinq touchdowns. En 2008, il reçoit quatre-vingt-trois passes pour 1083 yards et trois touchdowns. Il est un candidat au Lombardi Award et Biletnikoff Award mais échoue aux deux.

### Professionnel
Dennis Pitta est sélectionné au quatrième tour du draft de la NFL de 2010 par les Ravens de Baltimore au 114e choix. Il signe un contrat de trois ans avec les Ravens le 21 juin 2010. Pour sa première saison professionnel, il entre au cours de onze matchs et fait une seule réception pour un yard et récupère un fumble.